# 도리스 헤리
도리스 헤리(Doris Hare, 1905년 3월 1일 ~ 2000년 5월 30일)는 영국의 연극 배우, 영화배우이다.
바고에드에서 태어났다.

## 영화
- 세컨드 베스트 (1994년)
- 돈가방을 든 수녀 (1990년)
- 부메랑 살인사건 (1980년)
- 홀리데이 온 더 버시즈 (1973년)
- 뮤티니 온 더 버시즈 (1972년)
- 온 더 버시즈 (1971년)
- 코로네이션 스트리트 (1960년)
- 신사동맹 (1960년)
- 다른 시간 다른 장소 (1958년)